# Васильев, Владислав Леонидович
Владислав Леонидович Васильев (1930—2011) — советский учёный-психолог, доктор психологических наук, кандидат юридических наук, действительный член Международной Академии акмеологических наук, член-корреспондент Международной Академии психологических наук, действительный член Балтийской педагогической Академии; Заслуженный деятель науки РФ.
Автор ряда научных работ, включая монографии и учебные пособия.

## Биография
Родился в 1930 году.
Участвовал в Великой Отечественной войны, после неё обучался в Следственной школе Прокуратуры СССР, которую окончил в июле 1954 года. Работал в органах прокуратуры. В 1961 году окончил Всесоюзный юридический заочный институт (ныне Московский государственный юридический университет).
С февраля 1962 года Владислав Васильев работал в прокуратуре Ленинградской области — помощником прокурора Тосненского района и следователем Всеволожской межрайонной прокуратуры. В 1963 году находился на следственной работе в органах внутренних дел. В 1966 году был направлен на преподавательскую работу в Ленинградский юридический институт Генеральной прокуратуры, где занялся научной деятельностью и в 1970 году защитил кандидатскую диссертацию на тему «Психологическая характеристика деятельности следователя». В 1984 году он защитил диссертацию доктора психологических наук на тему «Психологические аспекты повышения эффективности труда следователей». Одним из первых В. Л. Васильев разработал профессиограмму следственной деятельности.
Работал профессором Института повышения квалификации прокурорско-следственных работников (ныне Санкт-Петербургский юридический институт прокуратуры РФ), где организовал и стал первым заведующим кафедрой правовой психологии. До последних дней жизни являясь профессором кафедры, продолжал свою научную и педагогическую работу.
Умер в 2011 году в Санкт-Петербурге.
В апреле 2019 года в Санкт-Петербурге состоялась международная научно-практическая конференция «Актуальные проблемы психологии правоохранительной деятельности: концепции, подходы, технологии» (Васильевские чтения-2019).